# Karl Schmaderer
Karl Schmaderer (2 de setembro de 1914 — 14 de junho de 2000) foi um ciclista austríaco. Competiu nos Jogos Olímpicos de Verão de 1936 em Berlim, onde fez parte da equipe austríaca que terminou em décimo lugar na perseguição por equipes de 4 km em pista.